# Autorretrato com paleta (Manet)
Autorretrato com paleta é uma pintura a óleo sobre tela de 1878 a 1879 do artista francês Édouard Manet. Esta obra impressionista tardia é um de seus dois autorretratos. O autorretrato de Velásquez em Las Meninas foi uma inspiração particular para a pintura de Manet que, apesar de aludir à obra do artista anterior, é muito moderna no foco na personalidade do artista e no manuseio solto da tinta.